# Dead End (2003)
Dead End is een Frans-Amerikaanse horrorfilm uit 2003.

## Verhaal
Op kerstavond rijdt een gezin van vier personen plus het vriendje van de dochter naar de grootmoeder voor het kerstdiner. Vader Frank besluit een binnenweg te nemen, waar hij indommelt en bijna op een tegenligger inrijdt. Verderop stoppen ze voor een licht gekwetste in het wit geklede jonge vrouw met baby die langs de weg staat. Als ze aan een houten huisje halt houden om de politie te verwittigen blijft ze met Brad, het vriendje van dochter Marion, alleen achter in de auto. Brad probeert een gesprek aan te knopen en komt er uiteindelijk op uit dat de baby dood is en zwaar verbrand. Als de vier anderen geroep horen zien ze nog net hoe Brad wordt meegenomen in een oude zwarte wagen. Verderop vinden ze hem dood en zwaar verbrand terug op de weg.
In shock vervolgen ze hun weg tot ze weer moeten stoppen voor een kinderwagen op de rijbaan. Zoon Richard loopt het bos in om een joint te roken en daar staat plots de jonge vrouw voor zijn neus. Dan ziet de rest van het gezin hem voorbij komen in de zwarte wagen en wat verderop vinden ze hem dood terug.
Moeder Laura wordt nu gek en krijgt waanbeelden. Dan springt ze uit de rijdende auto. Frank en Marion stoppen, enkel om haar voorbij te zien komen in de zwarte wagen. Frank brengt die wagen met een geweer staande en Laura stapt nog levend uit, maar ze is zo zwaargewond dat ze al snel overlijdt.
Intussen komt er maar geen einde aan de weg en zien ze onderweg enkel borden met de plaatsnaam "Marcott". Frank besluit dan maar te voet door het bos te gaan, maar ze komen vreemd genoeg aan de andere kant van de weg terug uit aan de auto. Frank ziet opnieuw de jonge vrouw, grijpt het geweer en gaat schietend achter haar aan. Marion hoort hoe hij met een scherp wapen wordt afgemaakt en gaat er in de auto vandoor.
Ze valt zonder benzine en gaat te voet verder tot ze bij de lijkzakken komt waarin haar familieleden liggen. Plots staat de jonge vrouw achter haar en komt ook de zwarte wagen er aan. De vrouw maakt duidelijk dat die niet voor haar komt, stapt in en de wagen vertrekt weer.
Ten slotte ontwaakt Marion in het ziekenhuis. Dokter "Marcott" zegt haar dat zij en haar baby — ze is zwanger — in orde zijn. Verderop spreekt dokter Marcott ook met een man die zegt Marion te hebben gevonden. Er wordt onthuld dat de auto frontaal op een tegenligger, een jonge vrouw met baby, is gereden en dat op Marion na alle betrokkenen zijn overleden. Als dokter Marcott later naar huis gaat en haar auto niet start krijgt ze van diezelfde man een lift aangeboden. Hij rijdt met een klassieke zwarte wagen.
In de slotscène vindt een van de mannen die de weg opruimen een papiertje dat Frank in de auto had geschreven nadat Laura al dood was. Daarmee is duidelijk dat het gruwelijke gebeuren niet door Marion gedroomd werd, maar werkelijk is gebeurd.

## Rolbezetting
| Acteur           | Personage          | Opmerkingen                           |
| ---------------- | ------------------ | ------------------------------------- |
| Ray Wise         | Frank Harrington   | Vader                                 |
| Lin Shaye        | Laura Harrington   | Moeder                                |
| Mick Cain        | Richard Harrington | Zoon                                  |
| Alexandra Holden | Marion Harrington  | Dochter                               |
| Billy Asher      | Brad Miller        | Marions vriendje                      |
| Amber Smith      |                    | In het wit geklede jonge vrouw        |
| Karen Gregan     | Marcott            | Dokter in het ziekenhuis              |
| Sharon Madden    |                    | Verpleegster                          |
| Steve Valentine  |                    | Man met de zwarte auto                |
| Jimmie Skaggs    |                    | Arbeider die het auto-ongeval opruimt |
| Clement Blake    |                    | Arbeider die het auto-ongeval opruimt |

## Prijzen en nominaties
De film won volgende prijzen:
- Brussels International Festival of Fantastic Film 2003:
  - Grote Prijs Europese Fantasiefilm in Zilver voor Jean-Baptiste Andrea en Fabrice Canepa.
  - Pegasus Publieksprijs voor Jean-Baptiste Andrea en Fabrice Canepa.
- Doaui First Film Festival 2003: Jeugdjuryprijs voor Jean-Baptiste Andrea en Fabrice Canepa.
- Fant-Asia Film Festival: Juryprijs beste internationale film voor Jean-Baptiste Andrea en Fabrice Canepa.
- Peñíscola Comedy Film Festival 2004:
  - beste actrice voor Lin Shaye.
  - beste eerste werk voor Jean-Baptiste Andrea en Fabrice Canepa.
- San Sebastián Horror and Fantasy Film Festival 2003: Publieksprijs beste film voor Jean-Baptiste Andrea en Fabrice Canepa.

En behaalde volgende nominaties:
- Cinénygma (Luxembourg International Film Festival) 2003: Grote Prijs Europese Fantasiefilm in Goud voor Jean-Baptiste Andrea en Fabrice Canepa.
- Fantasporto 2004: beste film voor Jean-Baptiste Andrea en Fabrice Canepa.